# Rachelle Lefevre
Rachelle Marie Lefevre (Montreal Quebec, Canadá, 1 de febrero de 1979) es una actriz canadiense. Ha participado en la serie de televisión Big Wolf on Campus, y tuvo papeles recurrentes en What About Brian?, Boston Legal y Swingtown. Mundialmente conocida por interpretar el papel de Victoria, una vampiresa-cazadora, en las dos primeras entregas de La Saga Crepúsculo de Stephenie Meyer, siendo remplazada luego por Bryce Dallas Howard. Protagonizó el drama médico de ABC Off the Map y posteriormente se unió a la serie de CBS, A Gifted Man. Participó en la serie Under the Dome como Julia Shumway.

## Vida personal
Rachelle nació y se crio en Montreal, Quebec. Su padre era profesor de inglés y su madre psicóloga. La familia de su padre es originaria de Francia e Irlanda del Norte, y sus abuelos maternos son judíos. Su padrastro es un rabino. Tiene tres hermanas. Habla inglés y francés.
Rachelle asistió a la escuela secundaria privada Centennial Academy y más tarde estudió artes creativas en el Dawson College. Estudió teatro durante dos veranos en la Walnut Hill School en Natick, Massachusetts, y comenzó una licenciatura en educación y literatura en la Universidad McGill.
Actualmente vive en Los Ángeles.

## Carrera

### Inicios de su carrera
Mientras trabajaba como camarera en un bar de sushi en Westmount, un cliente habitual, un productor de televisión canadiense, escuchó decir a la dueña del local que Lefevre quería ser actriz. El productor le dio una audición a Rachelle para un rol en la comedia Student Bodies. Ella no obtuvo el papel, así que presentó una foto Polaroid. Luego el director de casting la convocó, dándole el papel de 'Stacey Hanson' en la serie de televisión canadiense Lobo en el campus en 1999.
Lefevre apareció en las películas Confesiones de una mente peligrosa, dirigida por George Clooney, en el año 2002. Rachelle apareció en películas de televisión Picking Up and Dropping Off con Scott Wolf, y See Jane Date, y tuvo un papel en la comedia romántica Hatley High en el 2003. En 2004, interpretó a Etta Place en la película para televisión filmada en Calgary, La leyenda de Butch y Sundance. Lefevre se mudó a West Hollywood, California ese año y apareció en la película Noel, dirigida por Chazz Palminteri y protagonizada por Penélope Cruz, y Head in the Clouds, también protagonizada por Cruz y Charlize Theron. En abril de 2004, Lefevre filmó la película de misterio y suspenso The River King, en Halifax, junto a Edward Burns.
En 2005 Lefevre protagonizó en la serie de Fox Life on a Stick, interpretando a Lily Ashton, y luego apareció en Pool Guys protagonizando a Alana. Rachelle ha sido estrella invitada en numerosas series de televisión, incluyendo: Embrujadas, interpretando a Olivia Callaway en el episodio "El amor es una bruja", protagonizando a Annie Isles en la quinta temporada de Undressed, y que aparece en la breve serie What About Brian? como Heather. Lefevre fue elegida como Annie Cartwright, la protagonista femenina en Life on Mars. Lanzó un episodio piloto, pero fue reemplazada por Gretchen Mol, cuando la serie fue renovada.

### Twilight
Lefevre interpretó a la vampiresa renegada Victoria en la película Crepúsculo, basada en la novela homónima de Stephenie Meyer. Dirigida por Catherine Hardwicke, la película fue rodada principalmente en y alrededor de Portland, Oregon. Lefevre escribió una apasionada carta a la directora, explicando su deseo de trabajar con ella.
Lefevre describe la esencia de su personaje como «puro mal, puro instinto, pura malicia, y muy felina». Después de leer que la autora utiliza la palabra "felina" para describir a la agilidad de su personaje, Lefevre observaba los ataques de leones en YouTube para separar los movimientos de su personaje de los de la gente normal. También tomó clases de trapecio en la preparación para el trabajo con los cables en la película. Lefevre pasaba horas trabajando en el vestuario de su personaje, y se describe a sí misma como "obsesionada" con los vampiros desde que leyó Drácula de Bram Stoker a la edad de 14 años.
Rachelle participó en una gira promocional en noviembre de 2008, donde se reunieron y firmaron autógrafos para los fanes de Twilight en las tiendas de Hot Topic en los EE. UU. «Es lo más cerca que nunca estuve en mi vida a ser una estrella de rock» dijo a The Canadian Press, describiendo una aparición en MuchMusic, donde más de 1.500 aficionados se presentaron en Toronto. Más de 2.500 aficionados se presentaron en un Wal-Mart en Salt Lake City, donde Lefevre apareció para promocionar el lanzamiento en DVD de la película. Sin embargo, Lefevre se describió como encantada por la atención y la emoción de los fanes. Lefevre apareció en The Twilight Saga: New Moon, basada en la segunda novela de Meyer, que se terminó de filmar en Vancouver en mayo de 2009.
Lefevre no repetiría su papel de Victoria en The Twilight Saga: Eclipse, la tercera película de la saga Crepúsculo, y fue sustituida por Bryce Dallas Howard. Summit Entertainment, el estudio encargado de las películas de la Saga, atribuyó el cambio a conflictos de programación entre The Twilight Saga: Eclipse y Barney's Version, un filme independiente canadiense para el que ya había firmado, el cual comenzó a filmar el 17 de agosto de 2009. Rachelle respondió que se encontraba «asombrada» y «profundamente entristecida» por no poder continuar con su papel de Victoria y que nunca pensó «perder el papel porque 10 días de grabación se superponían» en una declaración a Access Hollywood. El estudio respondió, en una contra-declaración: «The Twilight Saga: Eclipse es una producción de conjunto que tiene que acomodar los horarios de numerosos actores, respetando al mismo tiempo la visión establecida por el cineasta y lo más importante la historia». Lefevre había aparecido en la Comic-Con de 2009 en San Diego para promocionar The Twilight Saga: New Moon el fin de semana antes de que fuera reemplazada.
Entusiastas fanes de la serie reaccionaron a la noticia de la sustitución de Lefevre con peticiones en línea instando a su regreso, y "Bring Back Rachelle" se convirtió en un tema de primera tendencia en Twitter en la tarde del 29 de julio de 2009. Lefevre dijo a Extra que estaba «absolutamente impresionada» por el apoyo de los aficionados, que también le hicieron un vídeo tributo en YouTube. Rachelle no asistió a la premier de The Twilight Saga: New Moon en Los Ángeles.

### Desde 2009

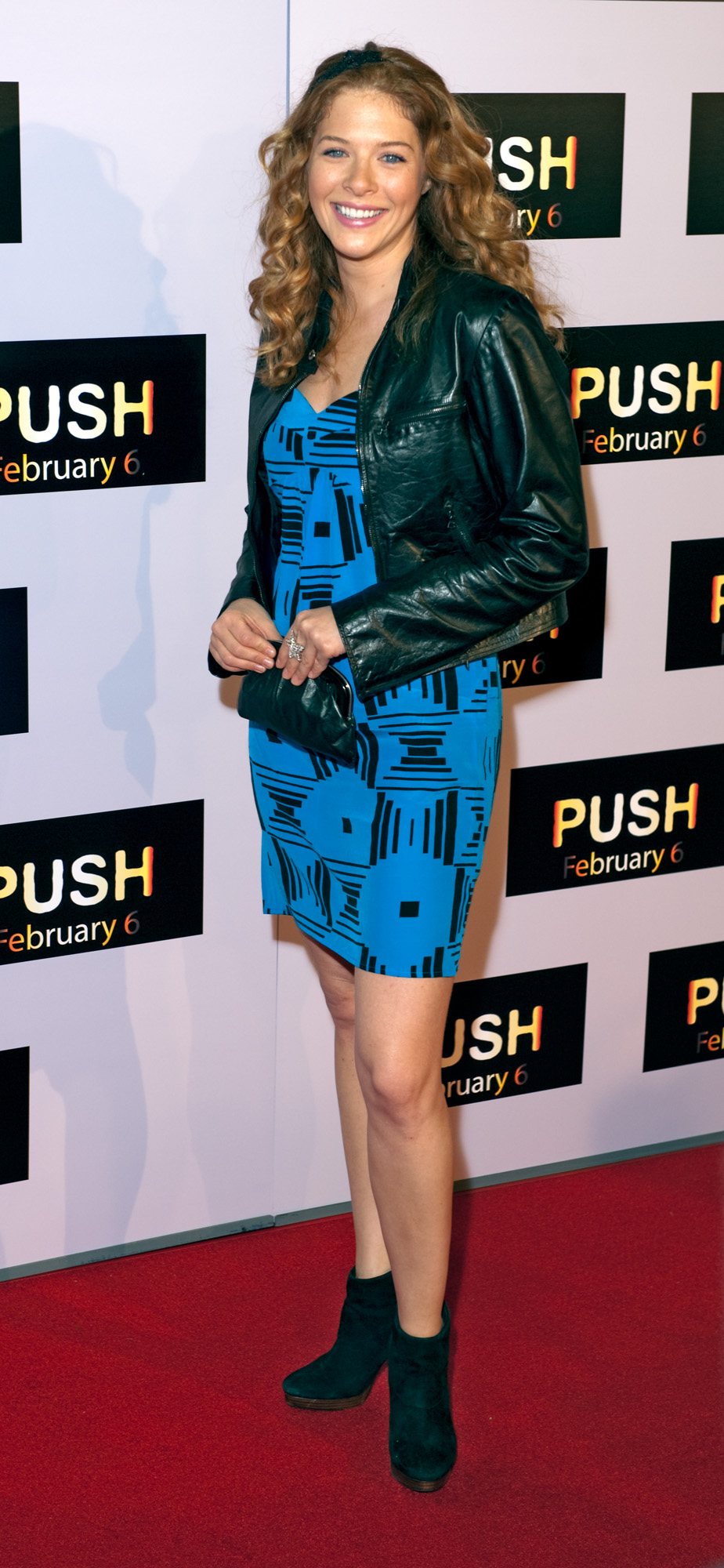
Rachelle Lefevre en enero del 2009 en la Premier de Push.

En 2009, Lefevre apareció en la miniserie de la cadena de televisión CBC, "The Summit", filmada en Ontario, y completó la película de "Bagman" (Con el personaje de Emily Miller), protagonizada por Kevin Spacey.
Lefevre también apareció en Barney's Version, una adaptación cinematográfica de la premiada novela canadiense Mordecai Richler. Rachelle interpreta a Clara, una poeta maníaca, depresiva y feminista que se convierte en la primera esposa del protagonista, Barney Panofsky (Paul Giamatti). Sus escenas fueron filmadas en Roma en agosto de 2009. La producción continuó en Montreal y Nueva York. Poco después, en noviembre de 2009, Lefevre rodó la película de suspenso The Caller en Puerto Rico junto a los actores Luis Guzmán y Stephen Moyer. En esta última, Rachelle reemplazó a Brittany Murphy, que había salido del proyecto.
El 21 de enero de 2010 apareció en el episodio piloto de la serie de televisión de ABC The Deep End. Protagonizó el drama televisivo Off the Map como la  Dra. Ryan Clark, una joven médica que trabaja en una clínica médica de América del Sur. Desarrollado a partir de Grey's Anatomy y creada por Shonda Rhimes, la serie fue filmada en Hawái, debutó el 12 de enero de 2011 y duró 13 episodios antes de ser cancelada. Lefevre fue la voz de la edición anual 31.ª de los Genie Awards en marzo de 2011, junto con el anfitrión, William Shatner. También protagonizó el piloto de la NBC, "The Crossing", un drama ambientado durante la guerra civil americana. Lefevre interpreta a Anna, una viuda que comienza un romance con un soldado.
Lefevre se unió al elenco del drama de la CBS A Gifted Man, interpretando a una médico. Trabajó junto a Patrick Wilson y Jennifer Ehle.

## Trabajos de caridad
En 2009, Lefevre donó $ 100 a Susan G. Komen for the Cure, una organización de caridad del cáncer de mama, por cada 10 000 personas que la siguieron en Twitter. También puso en marcha una subasta de eBay para la escuela de caridad On Wheels en agosto de 2009, que ofrece clases particulares a niños sin hogar en el sur de California. Lefevre vende camisetas y otras mercancías firmadas por sus compañeros de elenco de Crepúsculo. También es una activa defensora de Best Friends Animal Society, apareciendo en un anuncio de servicio público en nombre de la organización en noviembre de 2009, instando a la opinión pública para adoptar una mascota de compañía.

## Filmografía

### Películas
| Año  | Título                             | Personaje                   |
| ---- | ---------------------------------- | --------------------------- |
|      |                                    |                             |
| 2001 | Dead Awake                         | Randi Baum                  |
| 2002 | Abandon                            | Eager Beaver                |
| 2002 | Confesiones de una mente peligrosa | Tuvia                       |
| 2003 | See Jane Date                      | Eloise                      |
| 2003 | Hatley High                        | Hyacinthe Marquez           |
| 2003 | Picking Up & Dropping Off          | Georgia                     |
| 2004 | The Big Thing                      | Sarah                       |
| 2004 | Life in the Balance                | Kristy Carswell             |
| 2004 | Juegos de mujer                    | Alice                       |
| 2004 | Noel                               | Holly                       |
| 2005 | Pool Guys                          | Alana                       |
| 2005 | The River King                     | Carlin Leander              |
| 2005 | Pure                               | Julie                       |
| 2006 | The Legend of Butch & Sundance     | Etta Place                  |
| 2007 | Suffering Man's Charity            | Elaine                      |
| 2007 | Fugitive Pieces                    | Naomi                       |
| 2008 | Prom Wars: Love Is a Battlefield   | Sabrina                     |
| 2008 | Life on Mars                       | Annie Cartwright            |
| 2008 | Crepúsculo                         | Victoria                    |
| 2009 | Do You Know Me                     | Elsa Carter                 |
| 2009 | The Twilight Saga: New Moon        | Victoria                    |
| 2010 | Gimme Shelter                      | Dra. Katy Nourse            |
| 2010 | El mundo según Barney              | Clara 'Chambers' Charnofsky |
| 2010 | Casino Jack                        | Emily Miller                |
| 2011 | Reconstruction                     | Anna                        |
| 2011 | The Caller                         | Mary Kee                    |
| 2011 | American Summer                    | Laura                       |
| 2012 | Omertà                             | Sophie                      |
| 2012 | Applebaum                          | Juliet Applebaum            |
| 2013 | Sarila                             | Apik (voz)                  |
| 2013 | White House Down                   | Melanie                     |
| 2013 | Homefront                          | Susan Hetch                 |
| 2014 | Reclaim                            | Shannon                     |
| 2016 | Edge of Winter                     | Karen                       |

### Televisión
| Año         | Título                | Personaje              | Notas                        |
| ----------- | --------------------- | ---------------------- | ---------------------------- |
| 1999        | Big Wolf on Campus    | Stacey Hanson          | 22 episodios                 |
| 2000        | The Hunger            | Smallpox Woman         | 1 episodio                   |
| 2002        | Bliss                 | Marnie                 | 1 episodio                   |
| 2002        | Galidor               | Tyreena                | 1 episodio                   |
| 2002        | Undressed             | Annie Isles            | 56 episodios                 |
| 2003        | Largo Winch           | Catalina               | 1 episodio                   |
| 2003        | Charmed               | Olivia Callaway        | 1 episodio                   |
| 2004        | Petits mythes urbains | Recepcionista #1       | 1 episodio                   |
| 2005        | Life on a Stick       | Lily                   | 13 episodios                 |
| 2005        | Bones                 | Ami Morton             | 1 episodio                   |
| 2006        | Veronica Mars         | Marjorie               | 1 episodio                   |
| 2006        | The Class             | Sue                    | 2 episodios                  |
| 2006        | Four Kings            | Lauren                 | 2 episodios                  |
| 2006 - 2007 | What About Brian      | Heather / Summer       | 11 episodios                 |
| 2007        | How I Met Your Mother | Sarah                  | 1 episodio                   |
| 2007        | The Closer            | Michelle Morgan        | 1 episodio                   |
| 2007        | CSI: Nueva York       | Devon Maxford          | 1 episodio                   |
| 2008        | Boston Legal          | Dana Strickland        | 3 episodios                  |
| 2008        | Swingtown             | Melinda                | 5 episodios                  |
| 2008        | CSI: Las Vegas        | Kumari                 | 1 episodio                   |
| 2008        | Eli Stone             | Candace Bonneville     | 1 episodio                   |
| 2008        | The Summit            | Leonie Adderly         | 3 episodios                  |
| 2009        | Better Off Ted        | Rebecca                | 1 episodio                   |
| 2010        | The Deep End          | Katie Campbell         | 2 episodios                  |
| 2011        | Off the Map           | Dra. Ryan Clark        | 13 episodios                 |
| 2011 - 2012 | A Gifted Man          | Dra. Kate Sykora       | 14 episodios                 |
| 2013 - 2015 | Under The Dome        | Julia Shumway          | 39 episodios                 |
| 2017        | Electric Dreams       | Katie                  | Episodio: "Real Life"        |
| 2017        | Law & Order: SVU      | Nadine Lachere         | Episodio: "Chasing Theo"     |
| 2019        | Proven Innocent       | Abogada Madeline Scott | 14 episodios                 |
| 2022        | Law & Order           | Nina Ellis             | Episodio: "Impossible Dream" |

## Premios
| Año  | Premio             | Categoría         | Película                    | Resultado |
| ---- | ------------------ | ----------------- | --------------------------- | --------- |
| 2010 | Teen Choice Awards | Película: Villano | The Twilight Saga: New Moon | Ganadora  |